# 斯特凡·瓦泽
斯特凡·瓦泽（德語：Stephan Waser，1920年3月10日—1992年6月19日），瑞士前男子雪车运动员。他曾代表瑞士参加1952年冬季奥林匹克运动会雪车比赛，获得男子双人和男子四人铜牌。